# San Juan de Aznalfarache
San Juan de Aznalfarache é um município da Espanha, na província de Sevilha, comunidade autónoma da Andaluzia. Tem 4,11 km² de área e em 2021 tinha 22 088 habitantes (densidade: 5 374,2 hab./km²). Pertence à Comarca Metropolitana de Sevilha, limitando com os municípios de Sevilha, Tomares, Camas, Mairena del Aljarafe e Gelves, além de ser banhado pelo Rio Guadalquivir.